# Глубокое (Луганская область)
Глубо́кое (укр. Глибоке) — село в Краснодонском районе Луганской области Украины. Де факто — с 2014 года населённый пункт контролируется самопровозглашённой Луганской Народной Республикой.
Входит в Семейкинский поселковый совет.

## География
Расположено в водосборном бассейне реки под названием Луганчик (приток Северского Донца), в черте села — исток одного из малых правых притоков Луганчика. Соседние населённые пункты: село Красный Яр и посёлки Верхняя Краснянка на юго-востоке, Краснодон и Семейкино на востоке, сёла Красное на северо-востоке, Андреевка на севере, Первозвановка и Пятигоровка на северо-западе.

## Население
Население — 50 человек.

## Местный совет
94473, Луганская обл., Краснодонский р-н, пгт. Семейкино, ул. Почтовая, 1; тел. 98-3-62